# Guardian (canção)
"Guardian" é uma canção da cantora canadense Alanis Morissette, sendo lançada como primeiro single do álbum Havoc and Bright Lights (2012). Alanis afirma que esta música foi inspirada em seu primeiro filho, Ever-Imre Morissette Treadway, e a escreveu pouco depois que ele nasceu. Ela diz que se questionava sobre o cuidado que tinha com o filho em contraste com o cuidado que percebeu não oferecer a si mesma ao longo da vida. Os versos são como se fossem ela falando consigo mesma e os refrões como se fossem ela falando com seu filho.

## Faixas
- Download digital

1. "Guardian" – 4:18

- CD

1. "Guardian" – 4:18
2. "Lens" – 4:06
3. "Ironic" (Live em Berlin) – 4:03
4. "You Oughta Know" (Live em Berlin) – 5:10

## Desempenho nas paradas
| Top (2012)                                                                   | Melhor posição |
| ---------------------------------------------------------------------------- | -------------- |
| O campo songid é OBRIGATÓRIO PARA PARADA ALEMÃ                               | 13             |
| Áustria (Ö3 Austria Top 75)                                                  | 11             |
| Bélgica (Ultratop 50 de Flandres)                                            | 37             |
| Bélgica (Ultratip Bubbling Under da Valônia)                                 | 24             |
| Brasil (Billboard Hot 100)                                                   | 31             |
| Brasil (Billboard Hot Pop)                                                   | 22             |
| Canadá (Canadian Hot 100)                                                    | 41             |
| Estados Unidos - Bubbling Under Hot 100 Singles (Billboard)Billboard Hot 100 | 19             |
| Estados Unidos (Billboard Adult Top 40)                                      | 27             |
| Irlanda (IRMA)                                                               | 51             |
| Itália (FIMI)                                                                | 19             |
| Japão (Japan Hot 100)                                                        | 34             |
| Países Baixos (Single Top 100)                                               | 62             |
| Suíça (Schweizer Hitparade)                                                  | 12             |